# (6505) Muzzio
(6505) Muzzio – planetoida z pasa głównego asteroid okrążająca Słońce w ciągu 5 lat i 263 dni w średniej odległości 3,19 j.a. Została odkryta 3 stycznia 1976 roku w Obserwatorium Féliksa Aguilara przez zespół El Leoncito Station. Nazwa planetoidy pochodzi od Juana Carlosa Muzzio (ur. 1946), argentyńskiego astrofizyka. Przed nadaniem nazwy planetoida nosiła oznaczenie tymczasowe (6505) 1976 AH.